# Мато Ловрак
Мато Ловрак (хорв. Mato Lovrak; 8 березня 1899, Великий Ґрджеваць, нині Б'єловарсько-Білогорської жупанії, Хорватія — 14 березня 1974, Загреб) — хорватський і югославський дитячий письменник, педагог.
Закінчив педагогічний інститут у Загребі. 35 років вчителював у селах і містах на північному заході Хорватії. Цим, імовірно, зумовлено те, що головними героями книг Ловрака є діти і молодь.
Почав писати в період між Першою і Другою світовими війнами, коли в хорватській літературі переважала тенденція реалістичного стилю і романів для дорослих.
Мато Ловрак — автор реалістичних оповідань, романів та повістей для дітей та юнацтва. Його найбільш відомі твори «Потяг в снігу» і «Загін під землею і під хмарами». Книги письменника наповнені любов'ю до дітей, красою природи рідного краю, прагненням до соціальної справедливості.
Творчість Мато Ловрака справила великий вплив на розвиток хорватської дитячої літератури.
Книги автора перекладено на багато мов, у тому числі українську, російську, німецьку, угорську, польську, чеську, македонську і словенську.

## Вибрані твори
- Солодкий струмок та інші історії для дітей (1930)
- Діти Великого села (1933)
- Компанія Пере Квржице (1933)
- Дикий хлопчик (1934)
- Дока Бедакович або 100 тисяч на дорозі (1938)
- Міцек, Мучек і Дедек (1939)
- Анка бразильянка (1939)
- Щаслива Земля (1940)
- Друзі (1941)
- Діамант в животі (1951)
- Консул хлопчика (1954)
- Вікно в сад (1955)
- Наші хлопці (1956)
- Три дні життя (1957)
- Дев'ятеро сміливих (1958) — вийшла українською у 1980 р. у видавництві «Веселка» у перекладі О. М. Сиротюк
- Солом'яні дахи (1963)

## Екранізації
За творами Мато Ловрака були зняті фільми:

- «Компанія Пере Квржице[en]» (1970, Югославія)[6]
- «Потяг в снігу[en]» (1976, Югославія)[7]
- «Анка[hr]» (за твором «Анка бразильянка», 2017, Хорватія). Роль у цьому фільмі зіграв футболіст Ерік Кантона[8].